# Gdynia Seahawks

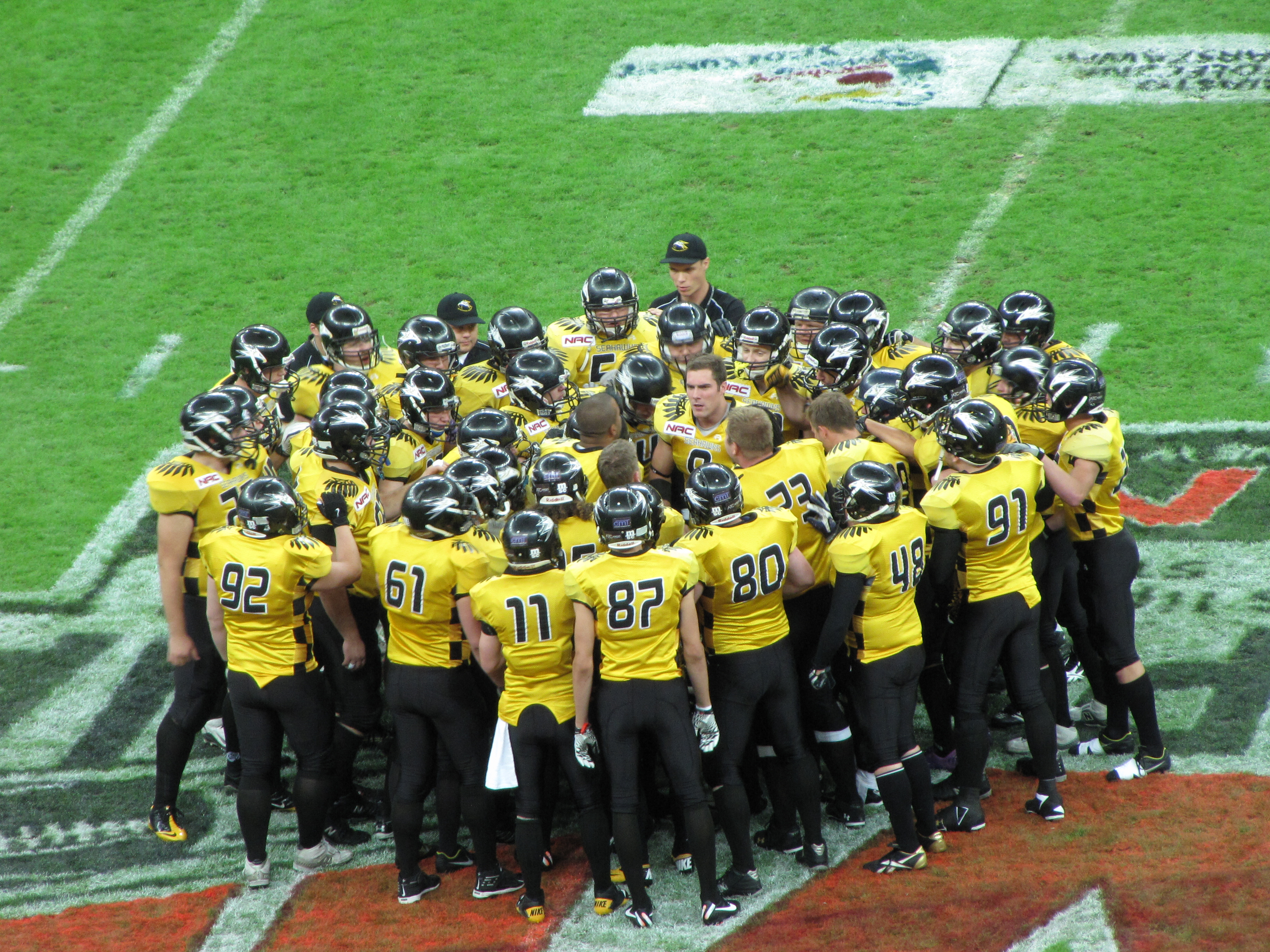
Gdynia Seahawks en la Polish Bowl de 2012.

Gdynia Seahawks (español: Águilas pescadoras de Gdynia) es un equipo de fútbol americano de Gdynia, Pomerania (Polonia). 

## Historia
El club fue fundado en octubre de 2005 como Pomorze Seahawks, y en 2006 fue uno de los equipos fundadores de la Liga Polaca de Fútbol Americano, llegando a disputar su primera final ese mismo año, aunque perdieron ante Warsaw Eagles. Esa temporada y la siguiente jugaban sus partidos en Sopot. En 2008 cambiaron de ciudad y pasaron a jugar en el GOKF Stadium de Gdansk. Esa temporada volvieron a disputar la final, y ante el mismo rival, perdiendo nuevamente. En 2011 se mudaron de sede nuevamente, a Gdynia, y cambiaron de nombre al actual, Gdynia Seahawks. En 2012 alcanzaron su tercera final en la liga polaca, y por tercera vez se encontraton a los Warsaw Eagles, pero esta vez ganaron, obteniendo su primer título de liga. 